# یرلیکوو
یرلیکوو (انگلیسی: Yerlykovo) یک شهرک در شهرستان میاکینسکی استان باشقیرستان کشور روسیه است.